# Aquidauana (gemeente)
Aquidauana is een gemeente in de Braziliaanse deelstaat Mato Grosso do Sul. De gemeente telt 46.515 inwoners (schatting 2009).
Aquidauana ligt 130 kilometer ten westen van Campo Grande aan de Aquidauanarivier. Aquidauana is tevens gelegen aan de spoorlijn die Campo Grande verbindt met Corumbá. De populatie bedroeg in 2006 ongeveer 46.000 inwoners. De plaats is gesticht op 15 augustus 1892 en jaarlijks wordt op deze datum de stichting van het dorp feestelijk herdacht.
De stad heeft een tropisch klimaat. Interessante plekken om te bezoeken zijn de kathedraal (een kopie van de Notre-Dame, Parijs) en de vriendschapsbrug.
De gemeente grenst aan Anastácio, Dois Irmãos do Buriti, Miranda, Corguinho, Rio Negro, Terenos, Rio Verde de Mato Grosso en Corumbá.

## Geboren
- Talita Antunes da Rocha (1982), beachvolleyballer